# Sant Genís de Tost
Sant Genís de Tost és una ermita del municipi de Ribera d'Urgellet (Alt Urgell) protegida com a bé cultural d'interès local.

## Descripció
L'església de Sant Genís de Tost és un temple d'una sola nau que s'erigeix a la vora d'un cingle que cau sobre el riu Tost. Aquesta nau única de l'església de Sant Genís és coberta amb volta de canó apuntada i capçada a llevant amb un absis semicircular que s'obre a la nau per un doble plec que forma la degradació. Les voltes arrenquen d'una senzilla motllura aixamfranada, que recorre la part alta dels murs.
Al mur de ponent s'obre la porta en arc adovellat, molt senzilla, descentrada respecte a l'eix de la nau. Al mateix mur, per sobre la porta, però centrada en aquest cas, s'obre una finestra en forma de creu. Davant d'aquesta façana s'aixequen les restes de tres pilars que haurien constituït un porxo en el seu moment, del qual només en resten aquests elements estructurals i restes de teules espargides per terra, que possiblement haurien cobert aquesta estructura. A sobre de la porta hi ha un carreu amb la data gravada de 1768, possible data de modificació del temple i obertura de l'actual porta de la façana occidental.
L'edifici té dues finestres més, de doble esqueixada totes dues, una a l'absis, amb dovelles de pedra tosca, i una altra al mur de migdia, prop de l'absis. Així mateix, i pel que fa a les obertures, l'església havia tingut antigament una porta d'accés al mur meridional, aparentment coronada en arc de mig punt, que hauria estat tapiada en un moment posterior -possiblement quan es va obrir la porta actual al mur occidental-. El perfil d'aquesta porta, més o menys alterat, és encara perceptible al mur de migdia de l'església de Sant Genis, un perfil que és dibuixat per carreus de pedra tosca.
L'aparell és de carreus de gres rogenc, senzillament escairats, que formen filades força regulars. Algunes parts de l'exterior de l'edifici conserven part del seu arrebossat, probablement original. L'interior, en mal estat, està enguixat i amb restes de decoració pictòrica molt simple. Aquesta decoració es concentra a la conca absidal, concretament als arcs en degradació que s'obren del presbiteri a la nau, i és formada bàsicament per tornapuntes i altres motius ornamentals propis d'època barroca particularment del segle xviii. Aquesta decoració, així com l'arrebossat que la sustenta, s'interromp de forma sobtada a la meitat posterior de l'absis. Tot sembla indicar que aquesta part posterior hauria estat separada de la resta del temple per un envà de guix, construït de forma coetània a la redefinició del dispositiu ornamental del temple, el qual tenia per finalitat crear un espai que pogués fer de petita sagristia. La pèrdua o l'existència de l'arrebossat de calç en alguns panys de l'interior de l'església de Sant Genís permet veure l'aparell intern, que té les mateixes característiques que el parament exterior.
Als peus de la nau hi ha un cor de fusta en alt i, a banda i banda de la nau un banc d'obra corregut, que ocupa tota la seva longitud. D'altra banda, sembla que el paviment estaria format per terra piconada, i només presentaria llosa a l'àmbit presbiteral. Exteriorment, la coberta és de llosa a doble vessant.
Per les seves característiques tipològiques i constructives, l'església de Sant Genís es pot adscriure perfectament a les formes rurals de l'arquitectura del segle xii, potser en un moment ja avançat del segle. Aquesta església hauria experimentat diverses modificacions ja avançat el segle xviii, tal com anuncia la data gravada sobre el mur occidental de l'església, que inclouria el canvi d'ubicació de la porta d'accés, la construcció d'una petita sagristia a l'absis, la creació d'un nou programa ornamental a l'interior de l'església, la construcció d'un porxo al mur occidental i, probablement, la construcció del cor de fusta.

## Història
No es coneix cap notícia documental concreta de l'església de Sant Genís de la vall de Tost. Només en l'acta de consagració de l'església de Sant Martí de Tost, de l'any 1040, apareix esmentada l'església de Sant Genís com a límit d'un alou cedit a Sant Martí, "qui est ad ipsa plana de Toran qui afrontat de I parte in terra Sancti Gennesii". Aquest document dona peu a creure que Toran podria referir-se a l'actual població de Torà de Tost, prop de la qual es troba aquesta església, però sense cap fonament evident.
L'existència d'uns goigs dedicats a Sant Genís de Tost fa pensar que s'hi celebrava un aplec, tot i que no s'ha pogut confirmar. En la dècada dels anys 50 i 60 del segle XX l'església serví de refugi als contrabandistes, els quals probablement en van reparar la teulada.